# Toshihiro Arai

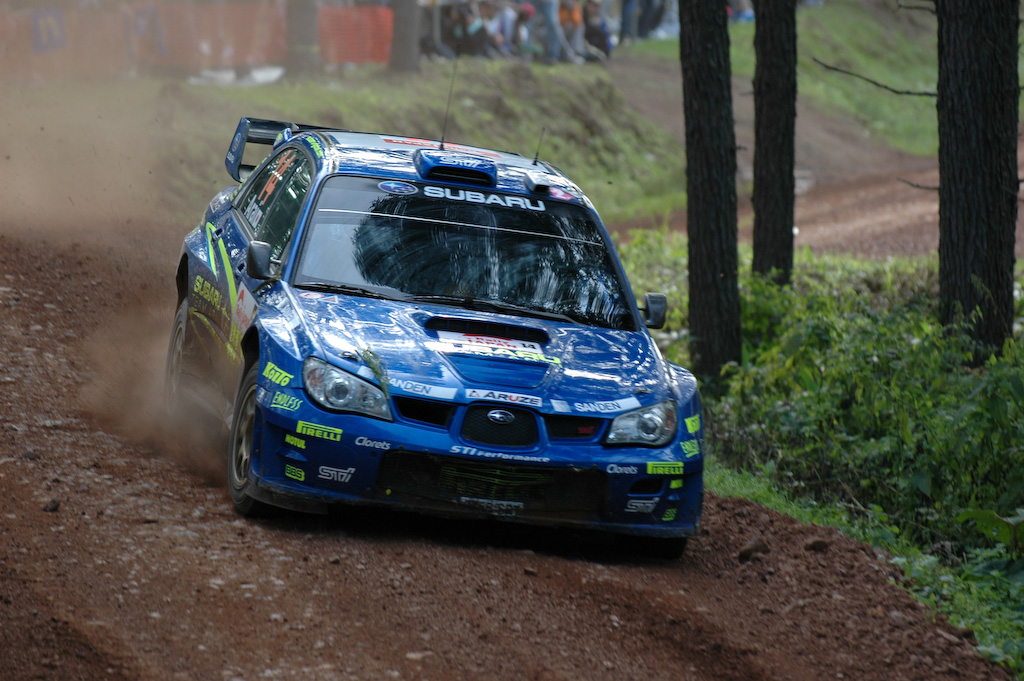
Toshihiro Arai i Rally Japan 2006.

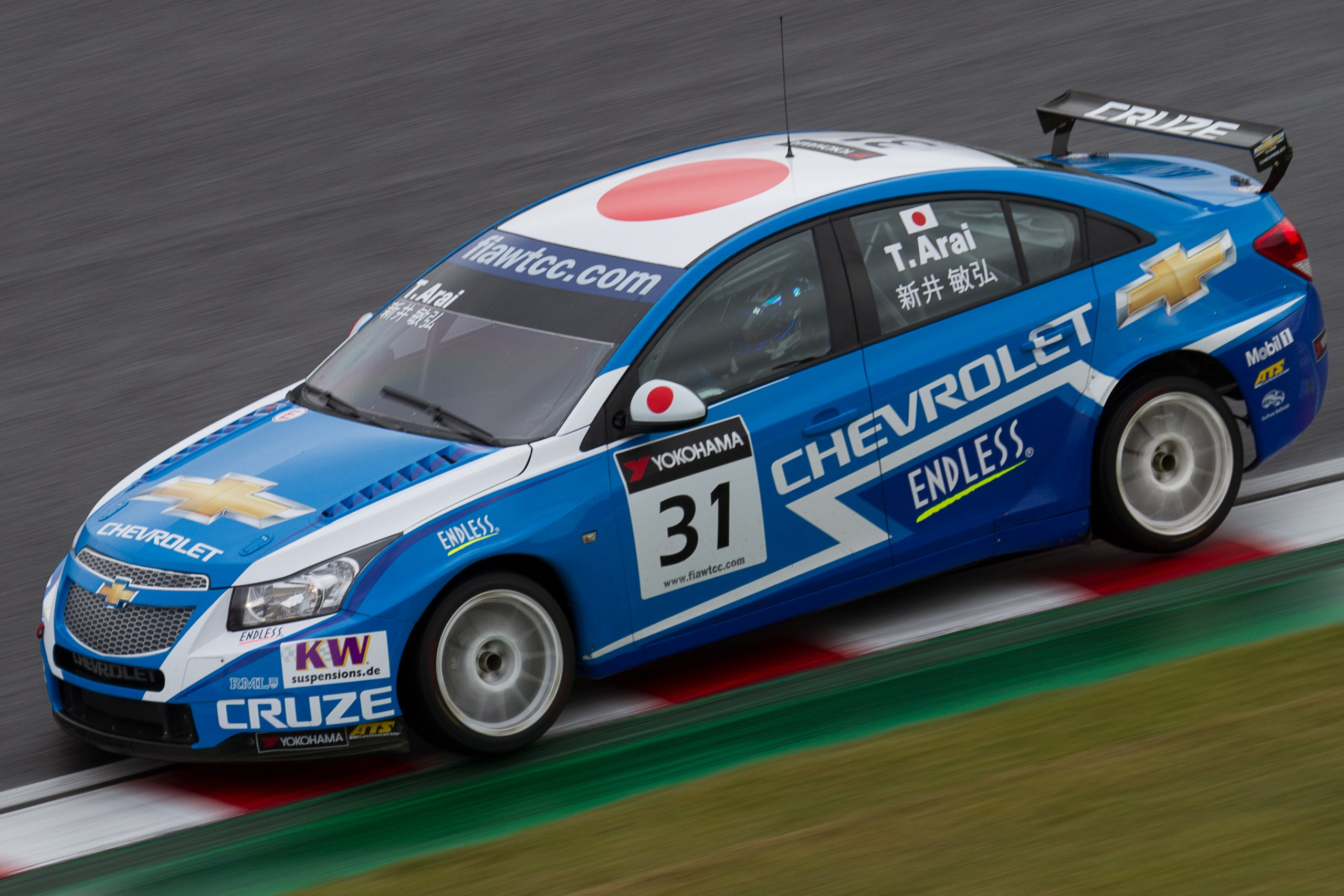
Toshihiro Arai i FIA WTCC Race of Japan på Suzuka International Racing Course 2011.

Toshihiro "Toshi" Arai (japanska: 新井敏弘, Arai Toshihiro), född 25 december 1966 i Isesaki-shi, är en japansk rally- och racerförare.

## Rallykarriär
Arai började med rally år 1987, och tävlade för Subaru World Rally Team i World Rally Championships Grupp N-klass mellan 1997 och 2000, samt 2002-2003. Under 2000-2001 körde han istället i Grupp A. I dessa mästerskap lyckades han inte ta några nämnvärda placeringar, men när han istället bytte till Production World Rally Championship, vilket han tävlade i mellan 2002 och 2010, gick det bättre. Han tävlade från och med 2004 i sitt eget team, Subaru Team Arai, och vann förarmästerskapet i en Subaru Impreza WRX STI två gånger; 2005 och 2007.

## Racingkarriär
Arai lämnade P-WRC efter säsongen 2010, efter två raka femteplatser totalt. Under 2011 hoppade han in i en fjärde Chevrolet Cruze 1.6T driven av RML Group i World Touring Car Championship, världsmästerskapet i standardvagnsracing. Arai körde endast Race of Japan på Suzuka International Racing Course, där han slutade på trettonde respektive femtonde plats i racen.
| År                                               | Klass/Mästerskap               | Team      | Bil                  | Starter | Totalt/poäng | Bästa placering         |
| ------------------------------------------------ | ------------------------------ | --------- | -------------------- | ------- | ------------ | ----------------------- |
| 2011                                             | World Touring Car Championship | Chevrolet | Chevrolet Cruze 1.6T | 2/24    | -/0p         | 13:e på Suzuka (Race 1) |
| Senast uppdaterad: 2011-11-26 (4793 dagar sedan) |                                |           |                      |         |              |                         |